# Xystocheir prolixorama
Xystocheir prolixorama är en mångfotingart som beskrevs av Shelley 1996. Xystocheir prolixorama ingår i släktet Xystocheir och familjen Xystodesmidae. Inga underarter finns listade i Catalogue of Life.